# Temple du Front de Mer

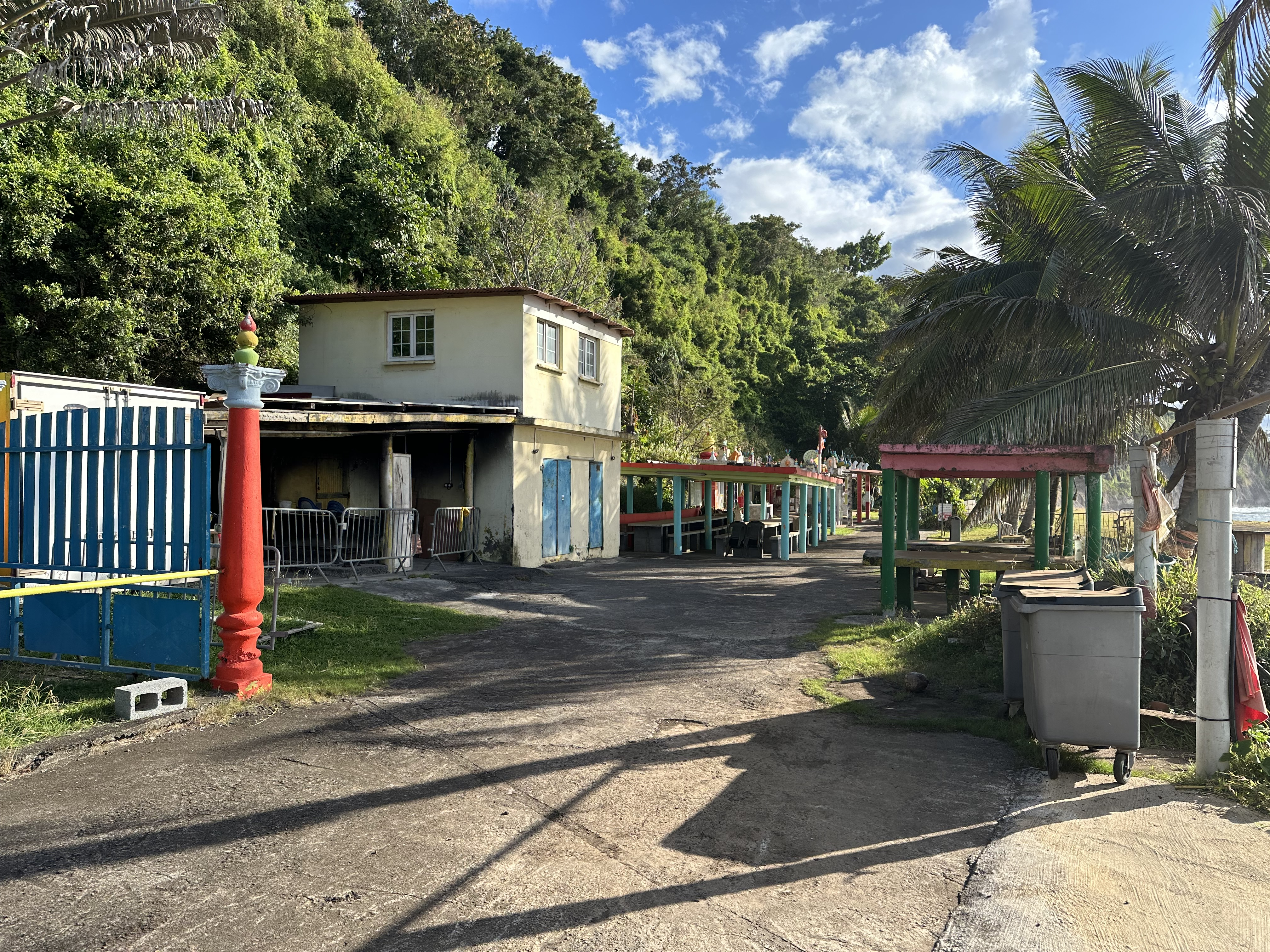
Temple du Front de Mer, 2024

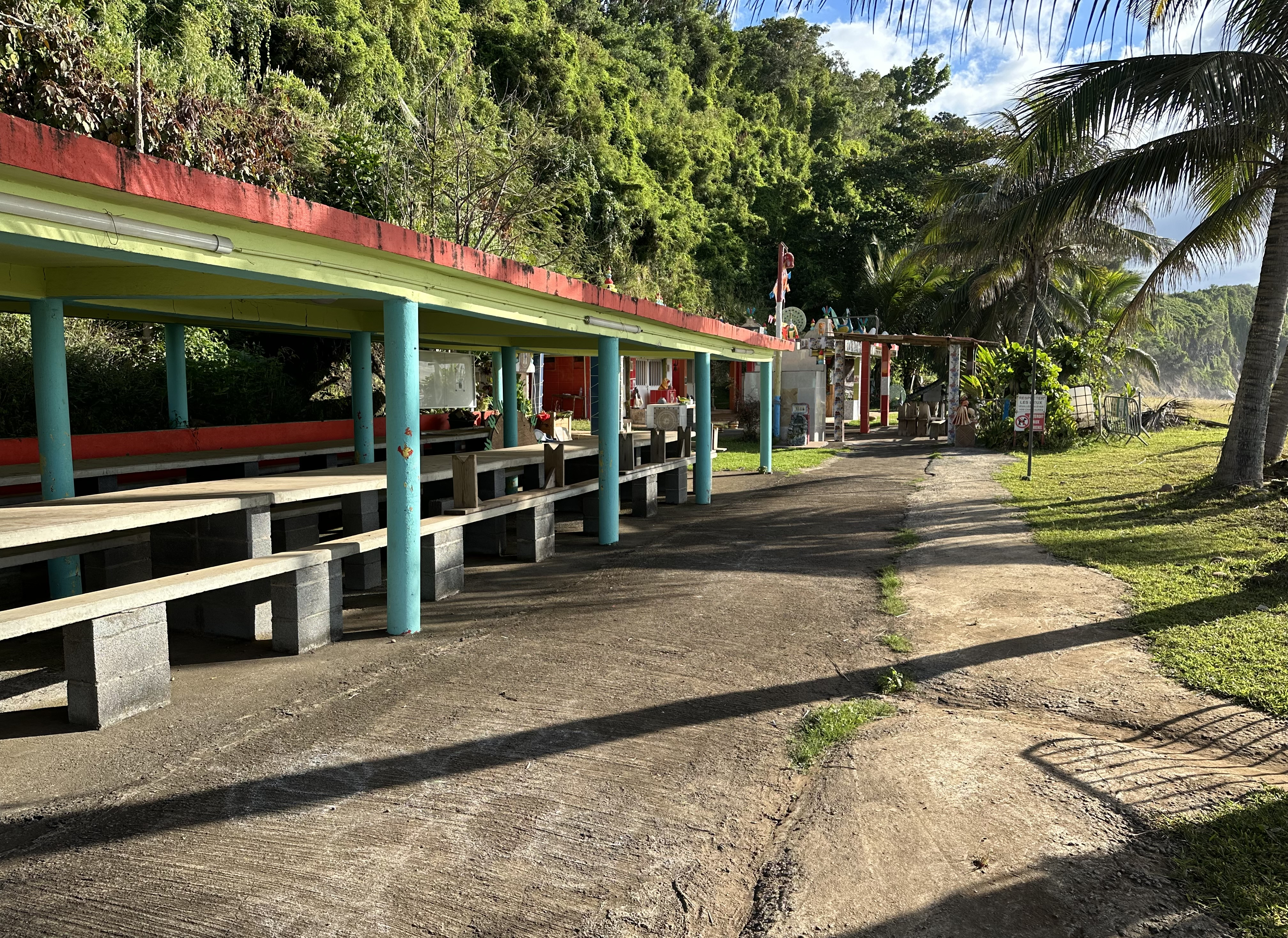
Gebäudeteil

Der Temple du Front de Mer ist ein hinduistischer Tempel in der Gemeinde Sainte-Suzanne auf der französischen Insel Réunion.

## Lage
Der Tempel befindet sich an der Nordküste der Insel, direkt am Indischen Ozean, westlich von Sainte-Suzanne. Etwas östlich des Tempels mündet die Ravine du Grand Hazier in den Ozean.

## Geschichte
Zunächst war der Tempel der Göttin Kali geweiht und befand sich auf dem Gelände der Zuckerrohrplantage Bel Air. Besucht wurde er von den indischen Arbeitern der Plantage. Gegen Ende des 19. Jahrhunderts wurde der Temple dort jedoch auf Druck des katholischen Pfarrers geschlossen. Der für den als Familientempel geführten Tempel verantwortliche Antoine Paquiry verlegte ihn daraufhin an den heutigen Standort an der Küste. Neben dem hölzernen Standbild der Göttin Kali wurden auch steinerne Abbildungen Mardevirins und Minisprins aufgestellt.
1963 begann der Bau eines neuen Tempels in diesmal massiver Bauweise, der durch den abgelegenen Standort erschwert wurde. Die Fertigstellung erfolgte 1967. Ab 1976 entstand ein kleines Nebengebäude das den Gottheiten Mariyamman, Pandiali und Ganesh gewidmet ist. Außerdem entstand ein Refektorium. Der Familientempel wurde in die Trägerschaft eines tamilisch geprägten Kultvereins überführt.
Der Tempel wird fortlaufend religiös genutzt.
Am 31. Oktober 2014 wurde der Tempel verwüstet und Statuen beschädigt. Der Schaden belief sich auf 15.000 €. 2015 und 2016 kam es zu weiteren Vandalismusakten. Aufgrund von Bildern von Überwachungskameras konnte in Sainte-Clotilde 2016 ein Verdächtiger festgenommen werden, der noch die gestohlenen goldenen Augen der Statuen der Gottheiten bei sich hatte. Ein erneuter Vandalismus war am 2. November 2020 zu beklagen.